# 朱爵
朱爵（1560年—？），字仲修，號藩室，直隸大名府開州（今河南濮陽縣）人，民籍，明朝政治人物。萬曆丙戌進士，官吏科給事中，因國本之爭貶秩。

## 生平
萬曆十三年（1585年）乙酉科顺天府乡试第十九名舉人。萬曆十四年（1586年）聯捷丙戌科会试一百四十八名，三甲第二百二名進士。工部观政，任山東茌平縣知縣，萬曆二十年（1592年）選吏科給事中。因疏首輔趙志皋、諫三王並封，加之論救朱維京、王如堅等事，謫山西按察知事，卒於家。天啟年間，贈太僕寺少卿。《明史》有傳。

## 家族
曾祖父朱海；祖父朱通；父親朱國珍。前母趙氏；母王氏。具庆下。弟朱舜、朱孚。